# Trichopaon
Trichopaon is een geslacht van rechtvleugeligen uit de familie veldsprinkhanen (Acrididae). De wetenschappelijke naam van dit geslacht is voor het eerst geldig gepubliceerd in 1972 door Descamps & Amédégnato.

## Soorten
Het geslacht Trichopaon omvat de volgende soorten:
- Trichopaon sellatus Stål, 1873
- Trichopaon tatei Hebard, 1924
- Trichopaon villosus Descamps & Amédégnato, 1972